# HTT 플레토르
HTT 플레토르(프랑스어: HTT Pléthore)는 HTT 오토모티브의 스포츠카로 2007년 몬트리올 국제 모터쇼를 통해 차량 모델이 공개되었고, 2011년에 양산형 모델이 최초로 발표되었다. 다른 스포츠카와 달리 맥라렌 F1 모델과 마찬가지로 중앙에 운전석이 배치되었다. 엔진의 경우 V8형 엔진이 탑재되었고 변속기의 경우 트레멕 코퍼레이션(영어: Tremec Corporation)에서 제작한 6단 수동 변속기를 탑재했다.

## 비디오 게임에서의 등장
- 아스팔트 8: 에어본 - HTT 플레토르 750[3]